# الإقليم الهندي
الإقليم الهندي (بالإنجليزية: Indian Territory)‏، كانت منطقة في الولايات المتحدة، تقع إلى الغرب من نهر المسيسيبي، خصصتها حكومة الولايات المتحدة لتوطين الهنود بين عامي 1830 و1906. وكان أولئك الهنود قد نُقلوا من أوطانهم في شرقي نهر المسيسيبي كجزء من سياسة لنقل كل الهنود الشرقيين إلى أوطان جديدة في السهول العظمى، إلى الغرب من خط الطول 95°. وتم تبني هذه السياسة نتيجة للضغط الهائل الذي مارسه المستوطنون البيض الذين أرادوا الاستيلاء على الإقليم الذي كان يعيش عليه الهنود.
وأطلق اسم الأرض الهندية على مختلف المناطق وفي أوقات مختلفة. وبنهاية الخمسينيات من القرن التاسع عشر انحصر الاسم في منطقة تكاد تكون متطابقة مع ولاية أوكلاهوما الحالية. وكانت تلك هي المنطقة التي نقلت إليها الحكومة القبائل الخمس المتمدنة: تشوكتاو، وشيروكي، وتشيكاساو، وكريك، وسيمينول. وقد كانت تلك القبائل تعيش من قبل في الولايات الجنوبية. وليس للأرض الهندية تنظيم سياسي موحد. وسُمح للهنود بحكم أنفسهم ما داموا يحافظون على السلام.
وفي عام 1866 طُلب من القبائل التخلي عن الجزء الغربي من أرضهم لصالح الولايات المتحدة ليستخدمها هنود آخرون. وكان الهدف من ذلك هو معاقبتهم على مساعدة الجنوب أثناء الحرب الأهلية. وخصصت أراضٍ في هذه المنطقة للاستعمال الخاص في مختلف الأوقات لقبائل أوساجي، والأراباهو، والشيين، وويشيتا، والكيووا، والكومانشي. وفُتحت بعض أراضي هذه المنطقة التي لم تُخصص للهنود ليستخدمها المستوطنون البيض في عام 1889. ونزح إلى الولاية عدد كبير جدًا من المستوطنين البيض إلى حد جعل مقاطعة أوكلاهوما، في الجزء الغربي من ولاية أوكلاهوما الحديثة، تنتظم بعد ذلك بعام واحد.
وفي هذه الأثناء، حُددت مواقع استيطان للهنود الآخرين الذين تم الاستيلاء على أراضيهم، مثل الأوتاوا، والبوريا، والشاوني، والمودوك، والكواباو، في النصف الشرقي من المقاطعة الهندية الأصلية. وكان معظمهم في الركن الشمالي الشرقي من أراضي قبيلة شيروكي. وجاء البيض أيضًا في أعداد تزايد تدفقها على الدوام، وأصبحت الحكومة القبلية الهندية عاجزة بصورة واضحة عن إدارة المنطقة.
أدى مرسوم دوز الذي صدر عام 1887 إلى إلغاء النظام القبلي لامتلاك الأراضي. وفي عام 1893 شكل الكونجرس في الولايات المتحدة، لجنة دوز لتساعد في حل المشاكل التي نشبت مع القبائل الخمس المتمدنة.
ألغى الكونجرس بالتدريج وبموجب قانون كيرتيس لعام 1898 القوانين القبلية، وأخضع الهنود إلى قوانين ومحاكم الولايات المتحدة. وصدر قانون عام 1901 يقضي بأن كل هنود الأرض الهندية يُعَدُّون من مواطني الولايات المتحدة.
وبحلول عام 1900 نما عدد سكان الأرض الهندية ليصل إلى نحو 400,000 نسمة، وأصبح عدد البيض ستة أضعاف عدد السكان الهنود. واشتدت المطالبة بتشكيل حكومة للولاية. وأجاز السكان دستورًا لولاية سيكويا المقترحة في عام 1905. ولكن كان للكونجرس خطط أخرى. ففي عام 1906، أَجاز قانونًا سمح لأُوكلاهوما والأرض الهندية بالاندماج في ولاية واحدة. وبموجب بنود ذلك القانون، قبلت ولاية أُوكلاهوما عضوًا في الاتحاد في اليوم السادس عشر من شهر نوفمبر عام 1907 وانتهى وجود الأرض الهندية.

## وصلات خارجية
- Twin Territories: Oklahoma Territory – Indian Territory
- Encyclopedia of Oklahoma History and Culture – Indian Territory
- High resolution maps and other items at the National Archives and Records Administration.
- See 1890s photographs of Native Americans in Oklahoma Indian Territory hosted by the Portal to Texas History
- TREATIES BY TRIBE NAME Vol. II (Treaties) in part. Compiled and edited by Charles J. Kappler. Washington: Government Printing Office, 1904